# بليندا سنيل
بليندا سنيل (بالإنجليزية: Belinda Snell) مواليد 10 يناير 1981، هي لاعبة كرة سلة أسترالية بدأت مسيرتها الاحترافية في سنة 1998. وتحمل الرقم 12. مثلت منتخب بلادها. شاركت في دورة الألعاب الأولمبية الصيفية سنة 2004. حققت المركز الأول في كأس العالم لكرة السلة للسيدات 2006. فازت بلقب دوري المحترفات.

## المسيرة الاحترافية
لعبت مع فينيكس ميركوري من سنة 2005 إلى 2007، ثم لعبت مع نادي بورجيز لكرة السلة للسيدات في موسم 2007–2008، ثم لعبت مع سان أنطونيو ستارز في موسم 2009–2010، ثم لعبت مع روس كاسارس فالنسيا في موسم 2009–2010، ثم لعبت مع نادي أفينيدا لكرة السلة للسيدات في موسم 2010–2011، ثم لعبت مع سياتل ستورم في سنة 2011.

## الميداليات
| الميدالية | المسابقة                                            |
| --------- | --------------------------------------------------- |
| فضية      | كرة السلة في الألعاب الأولمبية الصيفية 2004         |
| فضية      | منافسات كرة السلة في الألعاب الأولمبية الصيفية 2008 |
| برونزية   | الألعاب الأولمبية الصيفية 2012                      |
| ذهبية     | كأس العالم لكرة السلة للسيدات 2006                  |
| برونزية   | كأس العالم لكرة السلة للسيدات 2014                  |

## روابط خارجية
- بليندا سنيل على موقع الاتحاد الدولي لكرة السلة (الإنجليزية)
- بليندا سنيل على موقع الاتحاد الوطني لكرة السلة النسائية (الإنجليزية)
- بليندا سنيل على موقع كرة السلة الأوروبية.كوم (الإنجليزية)
- بليندا سنيل على موقع سبورتس رفرنس (الإنجليزية)
- بليندا سنيل على موقع سبورتس رفرنس (الإنجليزية)
- بليندا سنيل على موقع أوليمبيديا (الإنجليزية)
- بليندا سنيل على موقع اللجنة الأولمبية الأسترالية (الإنجليزية)
- بليندا سنيل على موقع اتحاد ألعاب الكومنولث (مؤرشف) (الإنجليزية)
- بليندا سنيل على موقع دورة ألعاب الكومنولث 2006 (مؤرشف) (الإنجليزية)